# Guía de estudio de los modos de marchas y paradas
La Guía de estudio de los modos de marchas y paradas, o guía GEMMA, es una metodología para prever todos los estados de un automatismo. En ella se contemplan los estados de producción, parada y defecto. Fue desarrollado por la ADEPA (Agence nationale pour le DÉveloppement de la Productique Appliquée à l'industrie, Agencia nacional francesa para el desarrollo de la prodúctica aplicada a la industria) bajo el acrónimo GEMMA (Guide d'Etude des Modes de Marches et d'Arrêts). También conocidas como acordeón

## Descripción
La guía GEMMA provée una aproximación funcional de un proceso automatizado. Permite responder a varios criterios:
- La parte de control (PC) sin energía y la Parte de Control con energía.
- Producción y no producción
- Procedimientos de funcionamiento, de parada y en caso de falla de la Parte Operativa (PO).

La guía GEMMA se fundamenta sobre conceptos base materializados por una guía gráfica. Además, sirve para hacer un análisis de tiempos para establecer el o los GRAFCET. Hay que diferenciarlo del AMFE, el cual es un método para asegurar los procesos industriales.